# Riu Dhamra
El Dhamra és un riu i estuari a Orissa, Índia. Es forma per la unió dels rius Brahmani i Baitarani, i els seus tributaris, quan entren a la badia de Bengala. La seva boca és arenosa i està marcada per la boia Kanika i per un antic far prop de la Punta de l'Escull Palmyras. L'estuari fou declarat port segur el 1858.